# Campionat del món de ciclisme en pista de 1981
El Campionat Mundial de Ciclisme en Pista de 1981 es va celebrar a Brno (Txecoslovàquia) del 31 d'agost al 5 de setembre de 1981.
Les competicions es van celebrar al Velòdrom de Brno. En total es va competir en 14 disciplines, 12 de masculines i 2 de femenines.

## Resultats

### Masculí

#### Professional
| Prova                 | Or                        | Argent                           | Bronze                             |
| Velocitat individual  | Koichi Nakano · Japó      | Gordon Singleton · Canadà        | Kenji Takahashi · Japó             |
| Persecució individual | Alain Bondue · França ·   | Hans-Henrik Ørsted · Dinamarca · | Bert Oosterbosch · Països Baixos · |
| Cursa per punts       | Urs Freuler · Suïssa ·    | Danny Clark · Austràlia          | Giuseppe Saronni · Itàlia          |
| Keirin                | Danny Clark · Austràlia   | Guido Bontempi · Itàlia          | Chiyoshi Kubo · Japó               |
| Darrere moto          | René Koos · Països Baixos | Bruno Vicino · Itàlia            | Wilfried Peffgen · RFA             |

#### Amateur
| Prova                     | Or                                                                 | Argent                                                                                      | Bronze                                                                     |
| Velocitat individual      | Sergei Kopylov · Unió Soviètica                                    | Lutz Hesslich · RDA                                                                         | Detlef Uibel · RDA                                                         |
| Persecució individual     | Detlef Macha · RDA                                                 | Dainis Leipinch · Unió Soviètica                                                            | Maurizio Bidinost · Itàlia                                                 |
| Persecució per equips     | RDA · Detlef Macha · Bernd Dittert · Axel Grosser · Volker Winkler | Unió Soviètica · Viktor Manakov · Alexandre Krasnov · Alexandre Kulikov · Nikolai Kuznetsov | Txecoslovàquia · Martin Penc · Aleš Trčka · František Raboň · Jiří Pokorný |
| Quilòmetre contrarellotge | Lothar Thoms · RDA ·                                               | Fredy Schmidtke · RFA ·                                                                     | Sergei Kopylov · Unió Soviètica ·                                          |
| Cursa per punts           | Lutz Haueisen · RDA ·                                              | Leonard Harvey Nitz · Estats Units ·                                                        | Michael Marcussen · Dinamarca ·                                            |
| Tàndem                    | Txecoslovàquia · Ivan Kučírek · Pavel Martínek                     | RFA · Dieter Giebken · Fredy Schmidtke                                                      | Polònia · Ryszard Konkolewski · Zbigniew Płatek                            |
| Darrere moto              | Mattheus Pronk · Països Baixos                                     | Rainer Podlesch · RFA                                                                       | Max Hurzeler · Suïssa                                                      |

### Femení
| Prova                 | Or                                | Argent                            | Bronze                   |
| Velocitat individual  | Sheila Young · Estats Units       | Claudine Vierstraete · Bèlgica    | Claudia Lommatzsch · RFA |
| Persecució individual | Nedega Kibardina · Unió Soviètica | Tamara Polyakova · Unió Soviètica | Jeannie Longo · França   |

## Medaller
| Pos. | País           | Or | Plata | Bronze | Total |
| 1    | RDA            | 4  | 1     | 1      | 6     |
| 2    | Unió Soviètica | 2  | 3     | 1      | 6     |
| 3    | Països Baixos  | 2  | 0     | 1      | 3     |
| 4    | Austràlia      | 1  | 1     | 0      | 2     |
| -    | Estats Units   | 1  | 1     | 0      | 2     |
| 6    | Japó           | 1  | 0     | 2      | 3     |
| 7    | França         | 1  | 0     | 1      | 2     |
| -    | Suïssa         | 1  | 0     | 1      | 2     |
| -    | Txecoslovàquia | 1  | 0     | 1      | 2     |
| 10   | RFA            | 0  | 3     | 2      | 5     |
| 11   | Itàlia         | 0  | 2     | 2      | 4     |
| 12   | Dinamarca      | 0  | 1     | 1      | 2     |
| 13   | Bèlgica        | 0  | 1     | 0      | 1     |
| -    | Canadà         | 0  | 1     | 0      | 1     |
| 15   | Polònia        | 0  | 0     | 1      | 1     |